# Naoto Hori
Naoto Hori (堀 直人 Hori Naoto?,  nacido el 28 de noviembre de 1964 en Kanagawa) es un exfutbolista japonés que se desempeñaba como defensa.

## Trayectoria

### Clubes
| Club             | País  | Año         |
| ---------------- | ----- | ----------- |
| Yokohama Flügels | Japón | ???? - 1993 |

## Palmarés

### Títulos nacionales
| Título             | Club             | País  | Año  |
| ------------------ | ---------------- | ----- | ---- |
| Copa del Emperador | Yokohama Flügels | Japón | 1993 |